# Première République (Togo)
 (décembre 2024).
La mise en forme du texte ne suit pas les recommandations de Wikipédia : il faut le « wikifier ».
Les points d'amélioration suivants sont les cas les plus fréquents. Le détail des points à revoir est peut-être précisé sur la page de discussion.
- Les titres sont pré-formatés par le logiciel. Ils ne sont ni en capitales, ni en gras.
- Le texte ne doit pas être écrit en capitales (les noms de famille non plus), ni en gras, ni en italique, ni en « petit »…
- Le gras n'est utilisé que pour surligner le titre de l'article dans l'introduction, une seule fois.
- L'italique est rarement utilisé : mots en langue étrangère, titres d'œuvres, noms de bateaux, etc.
- Les citations ne sont pas en italique mais en corps de texte normal. Elles sont entourées par des guillemets français : « et ».
- Les listes à puces sont à éviter, des paragraphes rédigés étant largement préférés. Les tableaux sont à réserver à la présentation de données structurées (résultats, etc.).
- Les appels de note de bas de page (petits chiffres en exposant, introduits par l'outil «  Source ») sont à placer entre la fin de phrase et le point final[comme ça].
- Les liens internes (vers d'autres articles de Wikipédia) sont à choisir avec parcimonie. Créez des liens vers des articles approfondissant le sujet. Les termes génériques sans rapport avec le sujet sont à éviter, ainsi que les répétitions de liens vers un même terme.
- Les liens externes sont à placer uniquement dans une section « Liens externes », à la fin de l'article. Ces liens sont à choisir avec parcimonie suivant les règles définies. Si un lien sert de source à l'article, son insertion dans le texte est à faire par les notes de bas de page.
- La présentation des références doit suivre les conventions bibliographiques. Il est recommandé d'utiliser les modèles {{Ouvrage}}, {{Chapitre}}, {{Article}}, {{Lien web}} et/ou {{Bibliographie}}. Le mode d'édition visuel peut mettre en forme automatiquement les références.
- Insérer une infobox (cadre d'informations à droite) n'est pas obligatoire pour parachever la mise en page.

Pour une aide détaillée, merci de consulter Aide:Wikification.
Si vous pensez que ces points ont été résolus, vous pouvez retirer ce bandeau et améliorer la mise en forme d'un autre article.
1960 – 1963 
(2 ans, 8 mois et 17 jours)
Entités précédentes :
- togo français

Entités suivantes :
- Deuxième République

La Première République togolaise débute le 27 avril 1960, marquant l’indépendance du pays après des décennies de domination coloniale. Sylvanus Olympio, élu premier président, incarne alors les espoirs d’un Togo souverain, libre des contraintes imposées par les puissances coloniales. Cette période se caractérise par une volonté de bâtir un État fort et indépendant, bien que les défis économiques, sociaux et politiques se soient rapidement imposés.
Le contexte de l'indépendance était marqué par une lutte entre deux forces politiques majeures : le Comité de l’unité togolaise (CUT), mené par Olympio, et le Parti togolais du progrès (PTP) dirigé par Nicolas Grunitzky. Ces rivalités, issues de divisions profondes entre les élites du nord et celles du sud, influencent durablement les premières années de la République.

## Les priorités de la Première République

### Réformes économiques
Dès son accession au pouvoir, Sylvanus Olympio s'engage dans une politique de diversification économique visant à réduire la dépendance vis-à-vis de la France. L'une de ses premières initiatives est la création d'une monnaie nationale, qui remplace le franc CFA. Cette décision ambitieuse s'inscrit dans une volonté d'autonomie économique mais suscite des résistances, tant à l'intérieur du pays qu'à l'international.
Le gouvernement encourage également le développement agricole en soutenant les cultures locales comme le cacao et le café, principales sources de devises pour le Togo. Ces efforts visent à moderniser l'économie rurale tout en posant les bases d'une industrialisation légère. Toutefois, l'absence de capitaux étrangers conséquents freine l'atteinte de ces objectifs ambitieux.

### Politique d'austérité
Pour consolider les finances publiques, Olympio adopta une politique budgétaire rigoureuse. Les dépenses de l’État furent considérablement réduites, notamment dans les secteurs non prioritaires, afin de limiter l’endettement. L’objectif était de favoriser l’épargne nationale et d’éviter une dépendance excessive aux emprunts internationaux.
Cependant, cette politique d’austérité eut des effets sociaux négatifs. Les salaires des fonctionnaires furent gelés, et les investissements dans certaines régions rurales furent jugés insuffisants. Ce mécontentement devint un terreau fertile pour les opposants politiques et alimenta les tensions entre les élites urbaines et les populations rurales.

## Tensions et instabilité politique

### Clivages régionaux et sociaux
La Première République togolaise était profondément marquée par des divisions ethniques et régionales. Les Éwé, majoritaires dans le sud et largement représentés dans l’administration et les affaires publiques, étaient perçus comme favorisés par rapport aux populations du nord. Cette répartition inégale des opportunités économiques et politiques alimenta un ressentiment croissant au sein des communautés nordistes.
Ces divisions sociales et régionales se reflétaient également dans les forces armées, où les tensions ethniques s’intensifièrent. Le recrutement de soldats issus principalement du nord contribua à polariser davantage la société togolaise,.

### Assassinat de Sylvanus Olympio le 13 janvier 1963
Le 13 janvier 1963, Sylvanus Olympio fut assassiné lors d’un coup d’État militaire. Ce putsch, dirigé par des anciens soldats démobilisés de l’armée coloniale française, fut motivé par des revendications économiques et sociales. Parmi les meneurs figurait Gnassingbé Eyadéma, qui allait plus tard devenir une figure centrale de la politique togolaise.
Le coup d’État marqua la fin brutale de la Première République et l'ascension de Nicolas Grunitzky à la présidence. Sous son régime, le Togo adopta une politique plus ouverte envers la France, mais cette période fut également marquée par une instabilité chronique et une forte influence militaire.

## Bilan et héritage

### Réussites limitées
Les premières années d’indépendance furent marquées par des tentatives sincères de construire une économie autonome et de renforcer les institutions démocratiques. Cependant, ces efforts furent entravés par des défis majeurs, notamment le manque de ressources financières, les divisions internes et les pressions extérieures.
Olympio demeure une figure controversée : admiré pour sa vision d’un Togo indépendant et économiquement souverain, mais critiqué pour son incapacité à gérer les tensions sociales et politiques croissantes.

### Un tournant politique
La chute de Sylvanus Olympio en 1963 marqua un tournant dans l’histoire politique du Togo. Cet événement inaugura une ère de régimes militaires et autoritaires, qui allaient dominer la scène politique pendant des décennies. La montée en puissance de Gnassingbé Eyadéma à partir de 1967 symbolise cette transition vers un système fortement centralisé et marqué par un autoritarisme durable.